# جيمس هاندي
جيمس هاندي (بالإنجليزية: James Handy)‏ هو ممثل أمريكي بدأ مسيرته الفنية سنة 1977. ظهر في قرابة 80 فيلما.

## الأعمال
- غير قابل للكسر
- جومانجي
- جاردينج تس
- طائر
- الحكم
- كاسل
- عقول إجرامية
- إيلياس
- إن واي بي دي بلو
- ملروس بليس

## روابط خارجية
- جيمس هاندي على موقع IMDb (الإنجليزية)
- جيمس هاندي على موقع ألو سيني (الفرنسية)
- جيمس هاندي على موقع أول موفي (الإنجليزية)
- جيمس هاندي على موقع قاعدة بيانات الأفلام السويدية (السويدية)
- جيمس هاندي على موقع قاعدة بيانات الفيلم (الإنجليزية)
- جيمس هاندي على موقع كينوبويسك (الروسية)